# Babad
Un babad (« chronique » en javanais) est un type de document historiographique composé à partir du XIVe siècle sur les îles de Java et Bali, en Indonésie.

## Composition
Les babads ont été composés à Java et Bali à partir du XIVe siècle dans le but de réunir des récits historiques plus ou moins anciens, en se basant sur la tradition orale, des sources écrites préexistantes et des témoignages directs. Les plus anciens sont écrits en vieux javanais et en écriture javanaise (dérivée du sanskrit), ensuite l'écriture jawi (dérivée de l'alphabet arabe) a été utilisée. Ces textes étaient écrits en vers, la prose étant considérée, dans la culture javanaise, comme d'une valeur littéraire inférieure. Les récits  étaient souvent embellis d'une copie à l'autre, chaque manuscrit a ses spécificités, et des variations régionales sont courantes. Les plus anciens sont des manuscrits sur ôles (feuilles de palmier).
|                         |
| Babad balinais sur ôles |

|                   |
| Babad Diapanagara |

|                                           |
| Babad du XIXe siècle, sur papier, en Jawi |

## Exemples de babads
- Babad Nāgarkrĕtāgama le plus ancien conservé, date de 1365[3].
- Babad Lombok en vieux javanais. Décrit notamment l'éruption du Samalas en 1257[3]
- Babad Sangkala, décrit le règne de Pakubuwono II[1]
- Badad Tanah Jawi, décrit la conversion de l'Indonésie à l'islam[2]

## Valeur historiographique
Les historiens du XIXe siècle considéraient les babad comme relevant essentiellement du registre légendaire et ne les considéraient pas comme des sources historiques. Cette vision a graduellement évolué. Ainsi, une étude détaillée du Badad Sangkala a recensé 81 passages pouvait être confrontés à d'autres sources, émanant principalement de la Compagnie néerlandaise des Indes orientales. Sur ces 81 passages, 3 relèvent probablement de l'invention, 6 contiennent des imprécisions et 72 ont pu être corroborés. Les historiens tendent désormais à considérer les babads comme des sources historiographiques relativement fiables, bien que devant être analysées de façon critique.